# 海虎号潜艇
海虎軍艦，編號「SS-794」，是中華民國海軍二五六戰隊劍龍級潛艦的二號艦，其優點在於低噪音、隱蔽性好，為中華民國海軍主力潛艦。主要任務包括：水中反潛、攻擊敵方軍艦、支援特種作戰等。
海虎軍艦是中華民國海軍「劍龍專案」中，於1982年委託荷蘭建造的劍龍級潛艦中的其中一艘（另一艘是海龍軍艦）。於1986年下水，1988年7月4日服役。全長66.92米、全寬8.4米、排水量2300噸、水下最高航速為20節、自持力60天、可搭載66名官兵，而其動力裝置為3具120RUB215柴油機和2具馬力4050匹的196蜂巢式電瓶。武器早期配備德國製的SUT重型魚雷，現則可攜帶UGM-84魚叉反艦飛彈28枚或533mm魚雷發射管6具，在中華民國海軍的現役潛艦中，作戰力名列前茅。
海虎軍艦曾和海龍軍艦多次編隊執行漢光演習，為中華民國海軍捍衛領海的最佳利器。2017年3月31日時任中華民國總統蔡英文出席「海軍106年敦睦支隊啟航歡送暨潛艦國造設計啟動及和合作備忘簽署儀式」時，登上海虎軍艦並親自進入內部視察。

## 現況
海虎軍艦曾和海龍軍艦是中華民國海軍目前為止公開最先進的潛艦，但服役時間已高達35年以上，也已被列為「高齡潛艇」；目前執行潛艦國造完成後將取代。

## 意外
- 2001年6月11日，海虎號潛艦官兵在進行例行性吊放德製SUT重型魚雷時不慎撞及潛艦內角鐵，造成一枚魚雷的雷鼻受損，不過並未發生任何危安事件。[2]
- 2001年10月25日，海虎號在左營外海水深150m處進行例行性戰術迴避動作操演時，艦艏不慎撞上海底砂壩，導致聲納護罩嚴重受損，內部13組聽音棒毀損 。[2]
- 2023年12月22日，海虎號6名舰员落水意外，3受伤3失踪 。[3]

## 文獻資料
- 現役軍艦,"劍龍級潛艦" （页面存档备份，存于）,中華民國海軍,Retrieved at Sept.10,2015.